# Bawolowalani
Bawolowalani is een bestuurslaag in het regentschap Nias Selatan van de provincie Noord-Sumatra, Indonesië. Bawolowalani telt 1645 inwoners (volkstelling 2010).